# 1214 Richilde
Az 1214 Richilde (ideiglenes jelöléssel 1932 AA) a Naprendszer kisbolygóövében található aszteroida. Max Wolf fedezte fel 1932. január 1-jén.